# Santos
Santos város Brazília São Paulo államában. São Paulótól kb. 60 km-re DK-re fekszik. Lakossága 418 ezer, az agglomerációé 1,47 millió fő 2006-ban.
Brazília és egyben Latin-Amerika legnagyobb tengeri kikötője. Kikötője a nyílt tengertől 5 km-re fekszik, és a kanyargós Santos-csatornán lehet megközelíteni. Brazília külkereskedelmének mintegy fele itt bonyolódik. Kezdetben kávéexportáló kikötő volt, manapság főleg ipari termékekkel kereskedik. Kőolaj-finomítója és vegyi üzeme is van.

## Híres emberek
- Itt született Angela Bambace amerikai-brazil szakszervezet-vezető (1898. február 14. – Baltimore, 1974. április 4.)

## Népesség
A település népességének változása:
| Lakosok száma | 345 500 | 461 000 | 412 000 | 417 983 | 418 288 | 433 966 | 434 000 | 433 656 | 433 991 | 418 608 |
|               | 1970    | 1985    | 1996    | 2000    | 2007    | 2015    | 2016    | 2020    | 2021    | 2022    |

## Fordítás
- Ez a szócikk részben vagy egészben  a   Santos, São Paulo című angol Wikipédia-szócikk fordításán alapul.  Az eredeti cikk szerkesztőit annak laptörténete sorolja fel. Ez a jelzés csupán a megfogalmazás eredetét és a szerzői jogokat jelzi, nem szolgál a cikkben szereplő információk forrásmegjelöléseként.